# 이다인 (1985년)
이다인(李多寅, 1985년 3월 25일 ~ )은 대한민국의 배우이다. 한국방송공사의 드라마 《그들이 사는 세상》에서 얼굴을 알렸으며, 그 후 KBS 주말연속극 《결혼해주세요》로 유명해졌다.

## 연기 활동

### 드라마
- 2007년 SBS 월화드라마 《사랑하는 사람아》
- 2008년 KBS2 월화드라마 《그들이 사는 세상》 ... 김민희 역
- 2009년 MBC 드라마넷 토요드라마 《하자전담반 제로》 ... 조미나 역
- 2009년 KBS1 일일연속극 《다 함께 차차차》 ... 차승민 역
- 2010년 KBS2 주말연속극 《결혼해주세요》 ... 유다혜 역
- 2011년 MBC 일일연속극 《남자를 믿었네》 ... 한경미 역
- 2012년 KBS2 단막극 《KBS 드라마 스페셜 - 소녀탐정 박해솔》 ... 이은주 역
- 2012년 MBN 수목드라마 《수상한 가족》

### 영화
- 2008년 《외톨이》 ... 이하정 역
- 2010년 《히어로》 ... 미아 역

### 뮤직비디오
- 2008년 김석민 - 너 하나면 돼
- 2009년 원준희 - 사랑해도 되니

## 방송
- 2007년 : 곰TV 《투데이》

## 광고
- 롯데 카스타드
- 피자헛
- 오뚜기 오동통면
- KTX 홍보영상
- 피자에땅
- LG파워콤
- 마이크로 소프트웨어 - 일본편
- 2013년 베스킨라빈스31 - 녹색의휴식편

## 홍보대사
- 2009년 제12회 보령머드축제 홍보대사